# Anna Louisa Walkerová
Anna Louisa Walkerová (22. června 1836 – 7. července 1907) byla anglická a kanadská básnířka.
Anna Louisa Walker se narodila v Anglii Robertovi a Anně Walkerovým. Kolem roku 1853 se spolu s rodiči přestěhovala do Kanady, která byla tehdy britskou kolonií. Spolu se sestrami řídila školu pro děvčata. V roce 1884 se vdala za bohatého podnikatele Harry Coghilla. Od té doby užívala manželovo jméno rovněž ve své tvorbě.